# 27952 Atapuerca
27952 Atapuerca (1997 PR4) là một tiểu hành tinh vành đai chính được phát hiện ngày 11 tháng 8 năm 1997 bởi Àngel López và R. Pacheco ở Observatori Astronómic de Mallorca (Majorca Observatory). Nó được đặt theo tên the Spanish town thuộc Atapuerca.